# Klarus
Klarus – imię męskie pochodzenia łacińskiego. Wywodzi się od przymiotnika clarus oznaczającego "jasny", "jaśniejący", "sławny". Jego żeńskim odpowiednikiem jest Klara. Wśród patronów tego imienia — św. Klarus, kapłan (zm. ok. 369 r.).
Klarus imieniny obchodzi: 8 listopada.